# Antonio de San Miguel
Francisco Antonio de San Miguel Iglesia Cajiga (Revilla, Cantabria, 27 de agosto de 1724 - Valladolid (hoy Morelia), Michoacán, 18 de junio de 1804) fue un monje jerónimo que llegó a ser obispo de Comayagua en la Capitanía General de Guatemala, territorio actual de Honduras, y obispo de Michoacán en la Nueva España, territorio actual de México.

## Semblanza biográfica
Quedó huérfano durante su juventud, ingresó al monasterio Santa Catalina de Monte Corbán de la Orden de San Jerónimo en donde realizó sus estudios y juró sus votos monásticos. Impartió clases en los colegios de Ávila, Sigüenza y Salamanca. Fue prior del monasterio y visitador de la Orden.

## Obispo de Comayagua
Fue propuesto por Carlos III para obispo en la diócesis de Comayagua en 1776. Tomó posesión de la prelatura en 1777. Durante su gestión se presentó una hambruna en la zona, apoyó a la población mediante la coordinación de traslado de maíz a las comunidades afectadas.

## Obispo de Michoacán
El 15 de diciembre de 1783 fue elegido obispo para la diócesis de Michoacán, se instaló en esta mitra el 25 de junio de 1784. Durante su gestión ocurrió la crisis agrícola de 1785-1786 que fue conocida como el "hambre gorda". Con la experiencia adquirida en Comayagua ayudó a los diocesanos. Ordenó la construcción del acueducto de Morelia e impulsó el desarrollo agrícola implementando métodos de labranza y fertilización con la ayuda de José Pérez Calama y Manuel Abad y Queipo. Se pronunció en contra de las medidas tomadas (regalismo borbónico) por Carlos IV las cuales tenían como finalidad debilitar el fuero eclesiástico y otros privilegios. Fue protector de Manuel de la Bárcena, quien le escribió un Elogio fúnebre después de su muerte, la cual ocurrió el 18 de junio de 1804.